# The U.S.-Remix Album: All or Nothing
The U.S.-Remix Album: All or Nothing è un album di remix del gruppo musicale Milli Vanilli, pubblicato nel 1989.

## Descrizione
L'album include remix dei brani di All or Nothing nonché delle tracce dell'edizione americana, Girl You Know It's True, non presenti in quella europea, tra cui il singolo Blame It on the Rain. Nel Regno Unito fu confezionato insieme a All or Nothing con il titolo 2×2 e raggiunse il sesto posto in classifica. Nel resto del mondo ottenne un successo ancora maggiore di All or Nothing, raggiungendo il primo posto in classifica in Australia, Nuova Zelanda e Paesi Bassi. Non venne distribuito in Nord America, dove l'anno successivo uscì The Remix Album con le versioni estese e remixate dei brani di All or Nothing non presenti in Girl You Know It's True.

## Tracce
1. Blame It on the Rain (Super Club Mix) – 6:44 (Diane Warren)
2. More Than You'll Ever Know – 3:52 (Ernesto Phillips)
3. Take It as It Comes – 4:12 (Climie Fisher, Dennis Morgan)
4. It's Your Thing – 4:06 (O'Kelly Isley, Ronald Isley, Rudolph Isley)
5. Dreams to Remember (Remix) – 3:48 (Frank Farian, Mary Applegate, Dietmar Kawohl)
6. All or Nothing (US Club Mix) – 4:31 (Farian, B. Nail, P.G. Wilder)
7. Baby Don't Forget My Number (N.Y. Subway Mix) – 4:53 (Farian, Nail)
8. I'm Gonna Miss You (Long Version Remix) – 5:07 (Farian, Kawohl, Peter Bischoff Fallenstein)
9. Girl You Know It's True (N.Y. Subway Mix) – 6:28 (Ky Adeyemo, Rodney Halloway, Kevin Liles, Bill Pettaway Jr., Sean Spencer)